# Ројарсфорд (Пенсилванија)
Ројарсфорд (енгл. Royersford) град је у америчкој савезној држави Пенсилванија.

## Демографија
По попису из 2010. године број становника је 4.752, што је 506 (11,9%) становника више него 2000. године.
| Група             | 2000.         | 2010.         |
| Белци             | 4.041 (95,2%) | 4.130 (86,9%) |
| Афроамериканци    | 83 (2,0%)     | 241 (5,1%)    |
| Азијати           | 27 (0,6%)     | 80 (1,7%)     |
| Хиспаноамериканци | 50 (1,2%)     | 200 (4,2%)    |
| Укупно            | 4.246         | 4.752         |